# Dê um Rolê
Dê um Rolê é o sétimo álbum da cantora brasileira  Zizi Possi, lançado em 12 de outubro de 1984, pela PolyGram.
O lançamento ocorreu após o nascimento de sua filha, a também cantora Luiza Possi.
O álbum apresenta uma mistura de regravações de clássicos da música brasileira, como "Luisa" de Tom Jobim, e composições originais, incluindo colaborações de renomados artistas como Djavan, Gilberto Gil, Gervan e João Bosco.
Durante a produção, Zizi enfrentou desafios ao conciliar sua carreira com a maternidade, inclusive levando sua filha para o estúdio. No entanto, a decisão de tomar uma injeção para secar o leite materno afetou sua capacidade de alcançar certas notas. 
Apesar das dificuldades na promoção do álbum nas rádios, devido a exigências técnicas, Zizi recebeu uma boa recepção do público, como relatado pelo jornal Correio Braziliense em dezembro de 1984.

## Produção e gravação
Durante o processo de produção do álbum, Possi teve que conciliar sua carreira com os cuidados maternos, levando sua filha para o estúdio. A regravação de "Luisa" de Tom Jobim tem a inclusão do choro do neném no disco. Em entrevista, ressaltou a importância de ter tido liberdade na produção do disco, sem interferências externas relacionadas à cena musical dominada pelo rock brasileiro na época.
Um dos momentos marcantes desse período foi a decisão da cantora de tomar uma injeção de hormônio para secar o leite, permitindo que ela pudesse cumprir sua agenda de compromissos profissionais. Contudo, essa medida teve consequências inesperadas em sua voz, dificultando sua capacidade de alcançar e manter determinadas notas durante suas performances. Tal aspecto, segundo Possi, é imperceptível ao ouvir o álbum.
Em relação a parte gráfica do trabalho, devido a gravidez, a cantora enfrentou falta de disponibilidade para realizar uma sessão de fotos exclusiva para a capa e encartes do álbum. Como solução, optou-se por utilizar uma imagem de um ensaio anterior da artista, capturada por Lucia Helena Zeremba, e complementada por ilustrações de Mário Bag, com coordenação gráfica e artística de Jorge Vianna.
O título do álbum vem da canção homônima que é uma composição de Moraes Moreira e Luiz Galvão que foi gravada pela primeira vez por Gal Costa, nos anos de 1970. A cantora disse que achava a canção bonita e de suma importância para a música nacional e que ela "pertence a categoria das músicas que são eternas, que não possuem época" e por esse motivo a regravou. Disse também não estar querendo reviver uma coisa que já existiu e sim "trazendo de novo, uma expressão, uma canção que propõe uma virada".
Além da canção mencionada anteriormente, há composições de artistas renomados, tais como: Djavan, Gilberto Gil, João Bosco, José Carlos Capinam e da própria autoria da cantora.

## Lançamento e divulgação
Para promovê-lo, Possi embarcou em uma turnê que passou por várias cidades brasileiras. A série de apresentações teve início em 6 de junho de 1984, no Teatro Tereza Raquel, no Rio de Janeiro. A direção foi encabeçada por Stepan Nercessian. A banda era formada por: Luiz Eduardo Farah (teclados e piano), João Bosco Nóbrega (teclados), Liber Gadelha (guitarra), Feijão (baixo), Wilson Meireles (bateria). Além do show, Possi apareceu em vários programas de televisão para divulgação do trabalho. Entre suas aparições estão o Cassino do Chacrinha, e o programa dominical Fantástico, da Rede Globo, para o qual a cantora gravou o videoclipe de "Dê um Rolê".
Duas músicas de trabalho foram lançadas em disco mix para as rádios: "Dê um Rolê" e "Lábios".
O álbum foi relançado no formato Compact disc (CD) em 2002, na série Tudo, da Universal Music, junto com outros treze álbuns de Possi, incluindo as capas e encartes originais.

## Desempenho comercial
Segundo Possi, foi difícil fazer com que as músicas fossem tocadas nas rádios, uma vez que elas faziam um número substancial de exigências que variavam entre a forma como alguns instrumentos estavam sendo executados na música, ao seu ritmo.
Em entrevista, ela acrescentou sobre as rádios: "As vezes existe uma exigência de "qualidade" que nem sempre estamos a fim de fazer. "Dê um Rolê", por exemplo, é uma música gravada nos padrões contemporâneos, dentro até das exigências das rádios e não toca, como explicar?".
Apesar dos empecilhos, segundo o jornal Correio Braziliense, de 8 de dezembro de 1984, a cantora estava feliz quanto a recepção do público ao trabalho.

## Lista de faixas
- Créditos adaptados do LP Dê um Rolê, de 1984.[16][17]

### Lado A
| N.º | Título              | Compositor(es)                | Duração |  |
| 1.  | "Dê um Rolê"        | Galvão, Moraes Moreira        | 3:23    |  |
| 2.  | "Lábios"            | Djavan                        | 3:54    |  |
| 3.  | "Depois Me Diz"     | Marina, Antônio Cícero        | 4:04    |  |
| 4.  | "Papel Machê"       | Capinan, João Bosco           | 4:04    |  |
| 5.  | "Pássaro Sem Ninho" | Ricardo Augusto, Luiz Melodia | 2:49    |  |

### Lado B
| N.º | Título         | Compositor(es)            | Duração |  |
| 1.  | "Cigana Nuvem" | Altay Veloso              | 3:53    |  |
| 2.  | "Febril"       | Gilberto Gil              | 4:39    |  |
| 3.  | "Luiza"        | Tom Jobim                 | 3:18    |  |
| 4.  | "Nobreza"      | Djavan                    | 3:33    |  |
| 5.  | "Brilho Louco" | Zizi Possi, Líber Gadelha | 3:16    |  |